# Acord Integral d'Economia i Comerç

Mapa dels Estats afectats pel tractat CETA

L'Acord Integral d'Economia i Comerç o Acord Econòmic i Comercial Global, AECG, més conegut per l'abreviatura CETA de la denominació en anglès de l'acord (Comprehensive Economic and Trade Agreement), és un acord de lliure comerç que actualment es troba a nivell de la negociació, entre el Canadà i la Unió Europea. L'acord ha de ser aprovat pel Consell de la Unió Europea i el Parlament Europeu. La ratificació de tots els Estats membres de la UE és necessària i està en disputa. Si s'aprova, l'acord eliminarà al voltant del 98% dels aranzels entre les dues parts.
El mandat de partida per a la negociació del CETA mai no ha estat públic, però sembla que el del TTIP va estar basat en ell, o fins i tot podia ser-ne una còpia. Sí se sap que gairebé tots els punts tractats al TTIP (amb els Estats Units) hi són també al CETA, amb Canadà.

## Origen
L'any 2009 va haver una cimera UE-Canadà a Praga, a la qual es va parlar oficialment per primera vegada d'encetar negociacions sobre un acord de lliure comerç entre la Unió Europea i el Canadà. El comissari Karel De Gucht, de la Comissió de Comerç Internacional del Parlament Europeu, va confirmar verbalment el juliol de 2014 que l'acord havia estat negociat sobre un mandat secret que mai no ha estat publicat, tot i que segons De Gucht havia estat atorgat per unanimitat per Canadà i la Unió Europea. Poc se sap també de les negociacions, tret que va sofrir diversos ajornaments fins que el 26 de setembre de 2014 es va fer una cimera UE-Canadà a Ottawa, sent anomenat Acord Econòmic i Comercial Global i que va ser rubricat per ambdues parts. No va ser signat, pendent de la prèvia ratificació, planificada per al 2016.

## Ratificació
El tractat CETA està actualment rubricat i s'hauria d'haver ratificat, per a poder ésser signat, a mitjans de 2016. Sigmar Gabriel, com a ministre d'economia d'Alemanya, va demanar assessorament jurídic al professor de dret constitucional comparat Franz Mayer, que va concloure que havia de ser ratificat pel Parlament de la Unió Europea i a més per tots i cadascun dels Parlaments de cada Estat membre. A la mateixa conclusió van arribar altres experts consultats, com Andreas Fischer-Lescano, expert en dret europeu.
El juny de 2016 però, el president de la Comissió Europea, el conservador Jean-Claude Juncker, va dir que era suficient que la rúbrica d'aquesta i del Canadà. Una setmana més tard, la Comissió Europea va desdir-se i va afirmar el contrari, considerant que el CETA és un "acord mixt" que afecta competències dels governs estatals i no únicament assumptes comercials dependents exclusivament de la UE. De moment l'opció més probable és la que proposa que hagi de ser ratificat un per un a cada parlament dels 28 Estats membres (27, si es fa efectiu el Brèxit). Una part de la societat civil, així com entitats socials i partits polítics, especialment els d'esquerres i els ecologistes, demanen des d'una revisió de l'acord abans de ratificar-lo fins a la no ratificació en cap cas.
En desembre de 2022, 17 estats membres havien completat la ratificació interna: Àustria, Croàcia, Txèquia, Dinamarca, Estònia, Finlàndia, Alemanya, Letònia, Lituània, Luxemburg, Malta, Països Baixos, Portugal, Romania, Eslovàquia, Espanya i Suècia, i el Regne Unit, que ha abandonat la UE, també va ratificar el CETA quan encara era un estat membre.

## Abast
Segons l'article 2 del capítol 2 del propi tractat CETA, aquest abasta tots els nivells de govern d'ambdues parts, és a dir, a la Unió Europea i a cadascun dels Estats membres, governs regionals, territorials, provincials o municipals. Inclou la majoria de serveis públics, com l'aigua, i serveis en general, també els que es puguin considerar inherents a l'estat del benestar (serveis socials, sanitat, educació, etc.), a excepció únicament d'alguns serveis considerats sobirans, com la policia, l'exèrcit i el poder judicial.
Pel que fa a la cultura, el tracte és diferent. Segons l'article X-01 del capítol 9, s'exclou del tractat i, per tant, no se n'eliminen els aranzels, dels serveis audiovisuals per part de la Unió Europea. La resta de producció artística i indústria cultural queda exclosa del tractat per ambdues parts: La Unió Europea i el Canadà.